# Epimach
Epimach – imię męskie pochodzenia greckiego, oznaczające "ten, kto pomaga w przeciwnościach losu". Patronem tego imienia jest m.in. św. Epimach, wspominany razem ze św. Gordianem.
Epimach imieniny obchodzi 10 maja i 12 grudnia.